# Ruban de signalisation

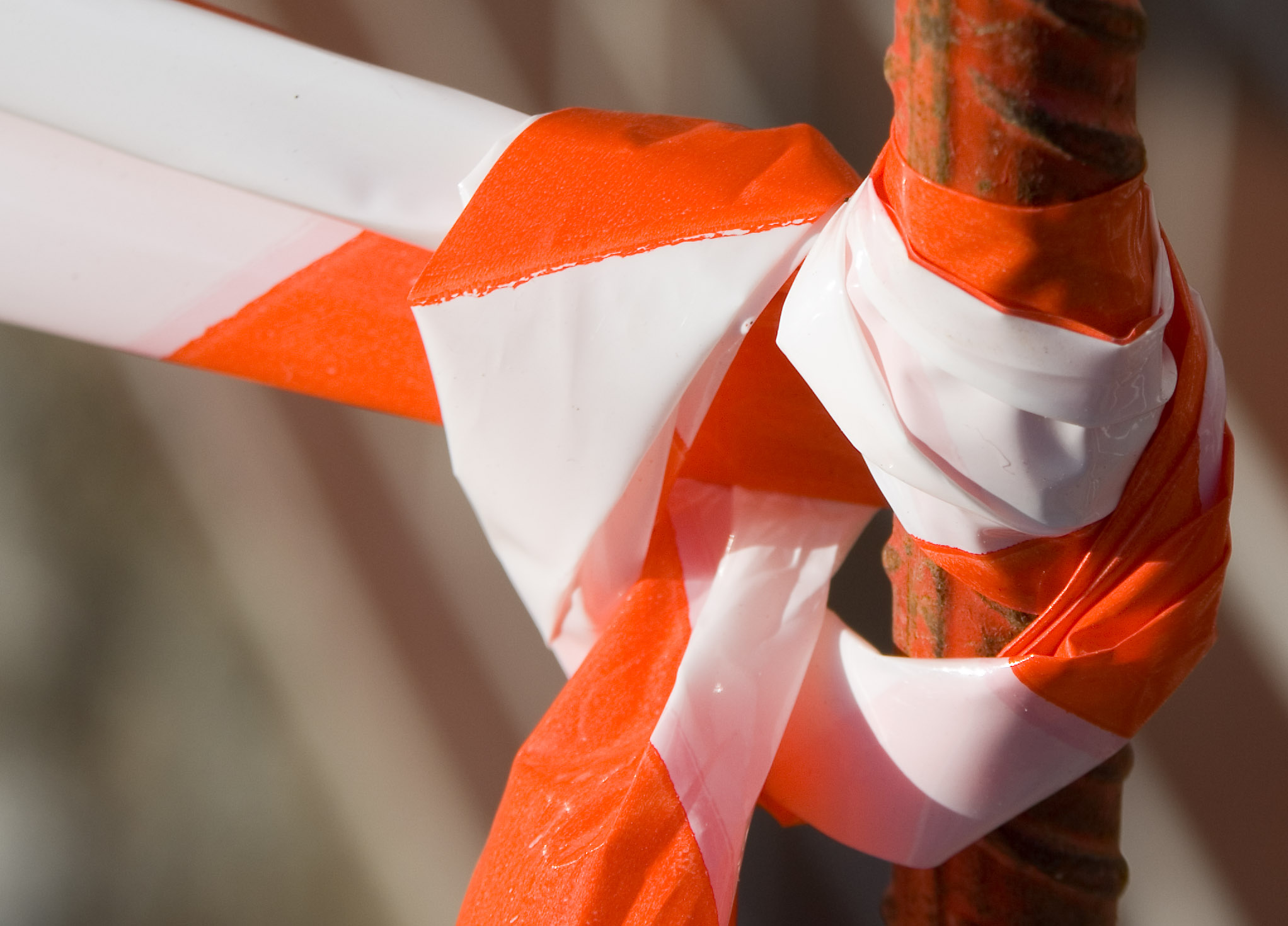
Ruban de signalisation noué autour d'un fer à béton.

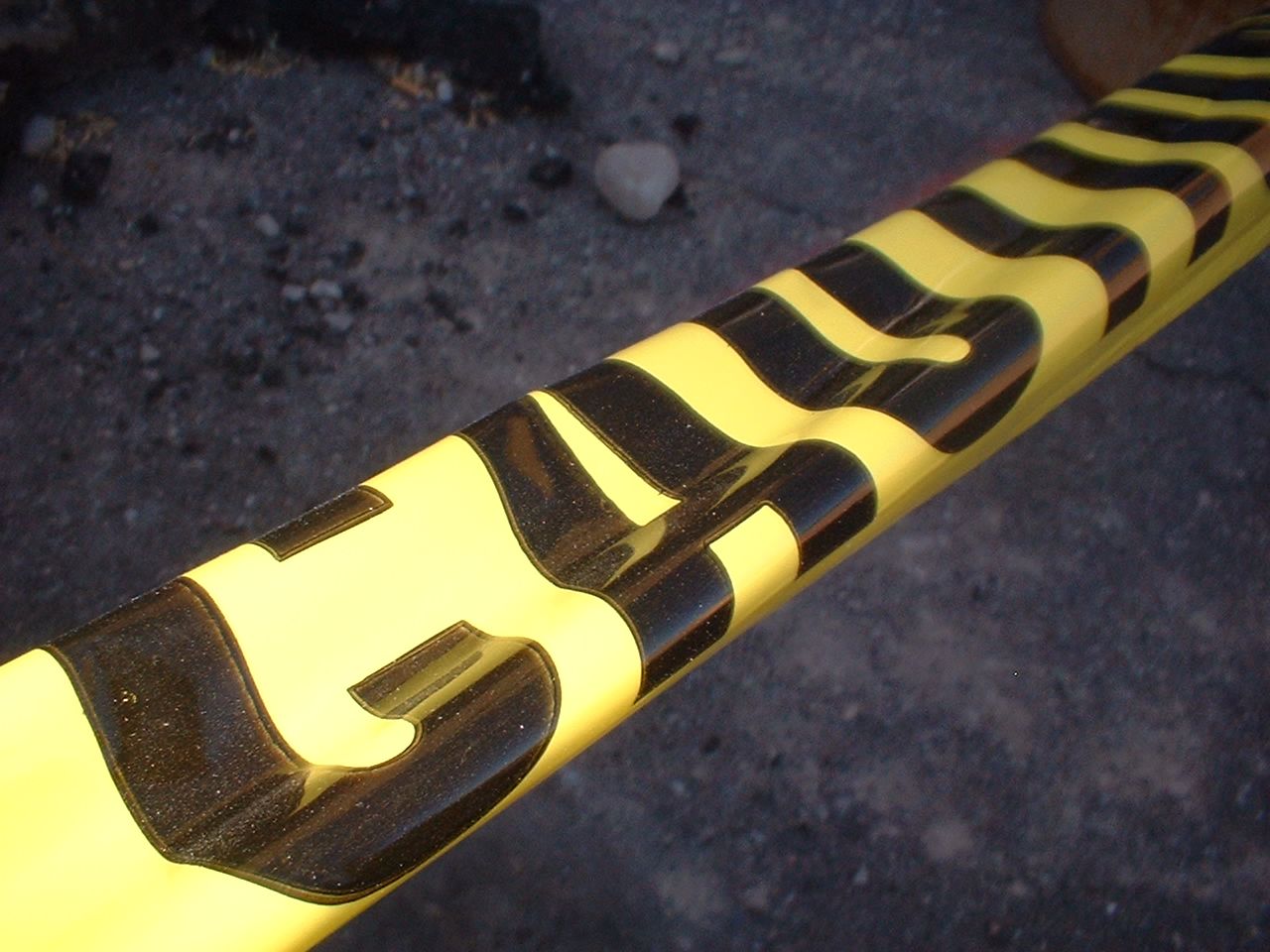
Ruban jaune avec la mention anglaise caution (prudence).

Un ruban de signalisation ou ruban de balisage ou Rubalise ou parfois « ruban Ferrari » ou « ruban de chantier », est un ruban plastique ou textile aux couleurs vives servant principalement à la délimitation temporaire de zones (chantier, secours, scène de crime) ou de parcours.

## Description
Par son faible encombrement (stocké en rouleau) et sa mise en place rapide, les rubans de signalisation sont utilisés par les secours publics pour interdire immédiatement l'accès à des zones d'accidents, délimiter des périmètres de sécurité ou canaliser des foules. 

## Matériaux, dégradabilité
Le ruban de signalisation est généralement fabriqué en polyéthylène (PE). Le ruban polyéthylène standard varie, en largeur, de 50  à   100 mm. Le film souple qui constitue le ruban est obtenu par le procédé d'extrusion. Ce film est ensuite imprimé (bobine mère) puis découpé pour donner des bobines filles. Les bobines de ruban varient, en longueur, de 100  à   500 m environ. L'épaisseur varie de 50  à   150 μm suivant le type d'utilisation.
On trouve aussi des rubans oxobiodégradables qui se fragmentent en cas d'abandon en milieu naturel. Les déchets issus de la dégradation de ces matières sont neutres et sans écotoxicité.
Il existe également des rubans polyéthylène traités anti-feu ou ignifugé (classe M1 à M4), utilisés par exemple dans la signalisation à l'intérieur de bâtiments.

## Impact sur les animaux
Il est démontré que ces artefacts sont considérés par les grands mammifères sauvages (cervidés, sangliers) comme des obstacles dans le paysage ; ils refusent spontanément de les franchir.